# Steve Hodge
Stephen Brian "Steve" Hodge (Nottingham, 1962. október 25. –) angol válogatott labdarúgó, edző. A válogatott tagjaként részt vett az 1986-os mexikói világbajnokságon.

## Pályafutása

### Klubcsapatokban
Hodge 1980-ban csatlakozott a Nottingham Forest csapatához, ahol az 1981-82-es szezon utolsó játéknapján mutatkozott be. 1985 nyaráig állt a klub szolgálatában, majd az Aston Villához igazolt. Itt csak egy szezont töltött, ezután pedig a Tottenham-hez írt alá, ahol három idényen keresztül szerepelt. Összesen 45 alkalommal lépett pályára a klub színeiben, az 1987-88-as idény végeztével pedig visszatért a Nottingham Forest csapatához. 1989-ben megnyerték a Ligakupát, mindössze egy héttel a Hillsborough-i tragédia után. 1991-ben épp a Tottenham ellen játszotta az FA-kupa döntőjét, melyet csapatával elveszített. 1991 nyarán Clough 900.000 fontért adta el a Leeds United-nek, ahol már az első évében megnyerte az első osztályt. Egy rövid időre a Derby County csapatához szerződött kölcsönbe, majd eligazolt a QPR-hoz. Itt mindössze 15 alkalommal lépett pályára, majd a Watfordhoz, 1997-ben pedig a Leyton Orient csapatához írt alá, mielőtt 1998-ban bejelentette visszavonulását.

### A válogatottban
Az angol válogatottal észt vett az 1986-os világbajnokságon, a tornán öt mérkőzésen kapott lehetőséget. Az 1988-as Európa-bajnokság selejtezőin is pályára lépett, öt találkozón szerepelt. Összesen 24 alkalommal játszott az angol válogatott színeiben, gólt nem szerzett.

## Sikerei, díjai
Tottenham Hotspur
- FA-kupa ezüstérmes: 1987

Nottingham Forest
- Full Members Cup-győztes: 1989
- Ligakupa-győztes: 1989 & 1990
- FA-kupa ezüstérmes: 1991

Leeds United
- Angol bajnok: 1991–92
- Charity Shield-győztes: 1992

U21-es angol válogatott
- U21-es Európa-bajnokság-győztes: 1984

Angol válogatott
- Világbajnokság negyedik hely: 1990

Egyéni
- Nottingham Forest Év Játékosa: 1982–83
- PFA Év Csapatának tagja: 1989–90